# 細胞内液
| 全水分量42ℓ | 細胞外液14ℓ | 血漿（血管内）2.8ℓ |
| 全水分量42ℓ | 細胞外液14ℓ | 間質液11.2ℓ        |
| 全水分量42ℓ | 細胞内液28ℓ |                    |

細胞内液（さいぼうないえき、英: intracellular fluid）は、体液のうち細胞内に存在するものの総称。動物種により異なるが、体重の30~40%程度を占め、細胞の種類によりその含有率は異なる。細胞膜を介して物質交換を行っており、同一の細胞であっても活動状況によりその組成は異なる。
なお、細胞内液等における無機塩類の代表的な濃度は表のとおりである。
| イオン               | 血漿等細胞外濃度（mMol/L） | 細胞内濃度（mMol/L） |
| ナトリウム（Na+）    | 145                        | 12                   |
| カリウム（K+）       | 4                          | 140                  |
| マグネシウム（Mg2+） | 1.5                        | 0.8                  |
| カルシウム（Ca2+）   | 1.8                        | <0.0002              |
| 塩素（Cl-）          | 116                        | 4                    |
| リン酸（HPO4 2-）    | 1                          | 35                   |